# Culex bicki
Culex bicki är en tvåvingeart som beskrevs av Stone och Penn 1947. Culex bicki ingår i släktet Culex och familjen stickmyggor. Inga underarter finns listade i Catalogue of Life.